# كأس رابطة الأندية الإنجليزية المحترفة 2016–17
كأس رابطة الأندية الإنجليزية المحترفة 2016–17 (بالإنجليزية: 2016–17 EFL Cup)‏ هو الموسم 57 من  كأس رابطة الأندية الإنجليزية المحترفة. أقيم خلال الفترة 9 أغسطس 2016 وحتى 26 فبراير 2017، والذي يشرف على تنظيمه دوري كرة القدم الإنجليزي، وكان عدد الأندية المشاركة فيه  92، وفاز فيه مانشستر يونايتد.